# Happy Isles Bridge
Le Happy Isles Bridge est un pont dans le comté de Mariposa, en Californie, dans le sud-ouest des États-Unis. Construit en 1929 dans le style rustique du National Park Service, ce pont en arc en béton recouvert de granit local franchit la Merced à hauteur des îles Happy dans la vallée de Yosemite, au cœur du parc national de Yosemite. Longue d'environ 38,4 mètres, cette passerelle piétonne est une propriété contributrice au district historique dit « Yosemite Valley Bridges », lequel est inscrit au Registre national des lieux historiques depuis le 25 novembre 1977. Elle contribue également au district dit « Yosemite Valley » depuis sa création le 14 décembre 2006. On peut y observer une plaque Mather.